# Oxylepus
Oxylepus  (лат.) — род жуков-щитоносок (Cassidini) из семейства листоедов. 13 видов. Главным образом, Африка. Представители встречаются в двух отдалённых частях родового ареала: одна распространена в Южной Африке, а другая отмечена в странах Средиземноморья и Аравийского полуострова. Тело уплощённое. Голова сверху не видна, так как прикрыта переднеспинкой. Растительноядная группа, питаются растениями различных родов семейства маревые (Chenopodiaceae), в том числе солянкой (Salsola sp., Salsola zeyheri, Salsola vermiculata), Suaeda pruinosa, Suaeda fruticosa, S. vera; Halocnemum strobilaceum) и видами рода Солерос (Salicornia spp.).

## Виды
- Oxylepus bituberculatus Borowiec, 2002 — Южная Африка
- Oxylepus boroveci Borowiec, 2001 — Тунис
- Oxylepus capensis Spaeth, 1933 — ЮАР
- Oxylepus cicatricosa Spaeth, 1936 — ю.-з. Африка
- Oxylepus convexicollis Borowiec, 2002 — Намибия
- Oxylepus cuneipennis Spaeth, 1936 — ЮАР
- Oxylepus deflexicollis (Boheman, 1862) — Северная Африка, Палестина, Греция, Израиль, Франция, Италия
- Oxylepus grobbelaarae Borowiec, 2002 — Намибия, ЮАР
- Oxylepus impressipennis Borowiec, 2002 — Намибия
- Oxylepus intermedius Borowiec, 2002 — Намибия
- Oxylepus kossmati — Джибути, Йемен, Оман, Сомали, Танзания, Эритрея,
- Oxylepus planicollis — Южная Африка
- Oxylepus sextuberculatus — ЮАР